# Margarethenschlucht
Die Margarethenschlucht (auch Margaretenschlucht) ist eine Schlucht im Odenwälder Buntsandstein auf der Gemarkung der Gemeinde Neckargerach zwischen Mosbach und Eberbach am Neckar, etwa 1,5 Kilometer südöstlich von Neckargerach. 

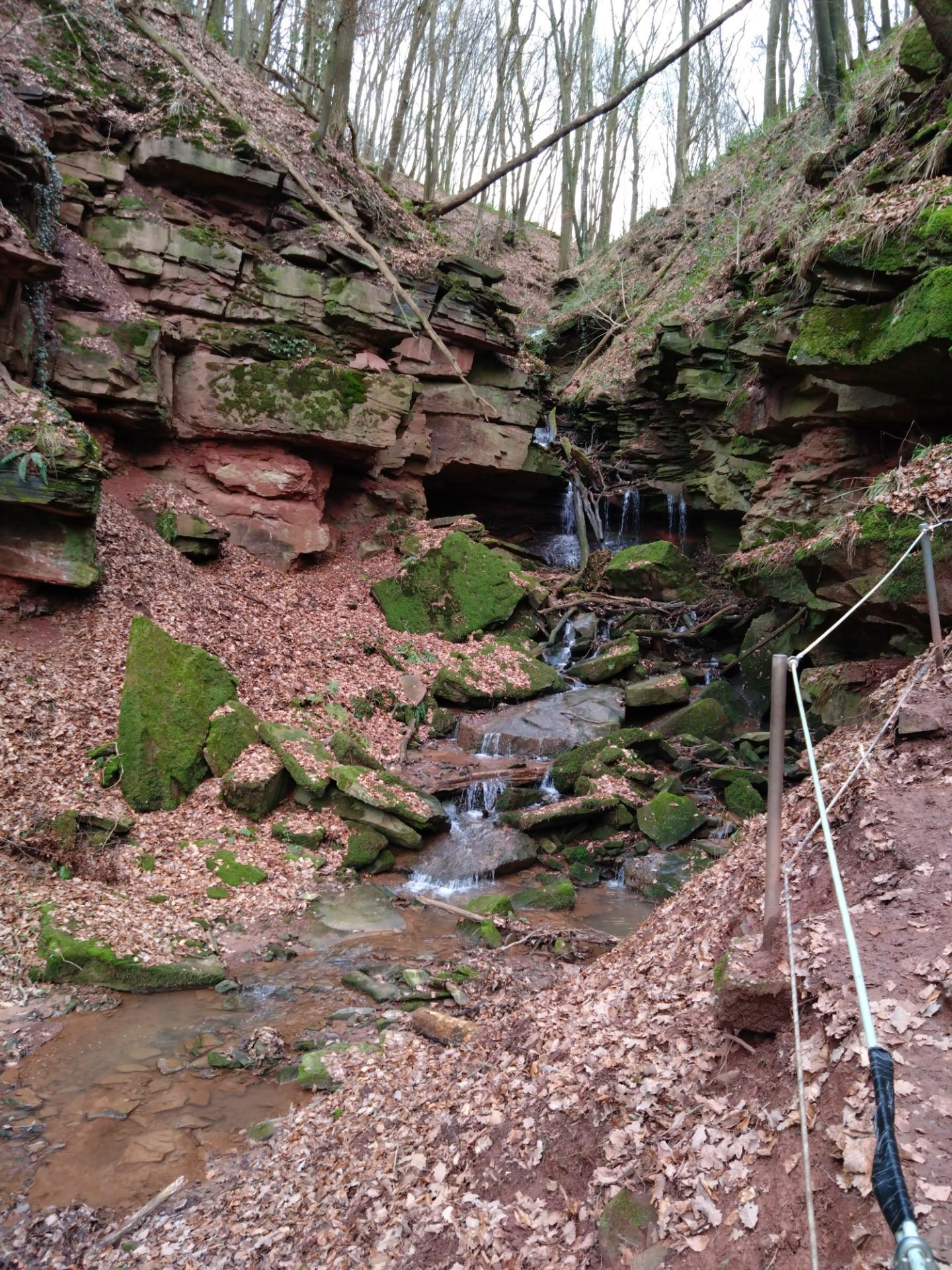
Blick in die Margarethenschlucht

Der etwas südlich von Reichenbuch entstehende, ungefähr westlich laufende und nur 1,6 km lange, weniger als 2,5 km² entwässernde Flursbach hat in seinem Unterlauf die Margarethenschlucht in den Gickelberg genannten rechten Hang des Odenwälder Neckartales eingegraben. Kurz vor Ende dieses stufenreichen Steilabschnitts läuft im spitzen Winkel von links die ebenfalls vielfach gestufte Schlucht des weniger als halb so langen Eisenbuschgrabens zu, danach unterquert der Bach die Bahnlinie entlang des Neckars und mündet von rechts in diesen. In der etwa 300 Meter langen Margaretenschlucht verliert der Bach insgesamt 110 Meter an Höhe, davon 85 Meter in acht Wasserfallstufen, deren unterste und größte 10 Meter abfällt. Die Wasserfalltreppe in der Margaretenschlucht ist der höchste Wasserfall im Odenwald und eine der höchsten in den deutschen Mittelgebirgen.
Ein Wanderweg folgt dem Verlauf der Schlucht, die Nebenschlucht des Eisenbuschgrabens ist nicht zugänglich gemacht. Nur fünf Kilometer flussabwärts liegt bei Zwingenberg die  Wolfschlucht.
Flussaufwärts folgen noch die kleineren und weniger spektakulären Schluchten Mordklinge (an der Staustufe Guttenbach), Tännichklinge (östlich der Binauer Siedlung) und Ludolfsklinge (nördlich von Diedesheim) an der rechten Neckartalseite. Die letzte liegt schon jenseits der Buntsandstein-Landschaft des Odenwalds im Muschelkalk des Baulandes und ist wegen der dort auftretenden Bildung rezenter Kalktuffe ein geologisches Naturdenkmal in Baden-Württemberg. Im Südosten der Landschaftsgrenze bedeckt nämlich der Muschelkalk den tiefer liegenden Buntsandstein. In ihm formen sich Schluchten sehr viel weniger dauerhaft aus, weshalb es flussaufwärts der Ludolfsklinge seltener Schluchten gibt. Nur Bäche, die genügend Wasser führen, um nachstürzendes Gestein in größeren Mengen schnell abzutransportieren, vermögen dort noch tiefe Einschnitte in die Landschaftsoberfläche zu schaffen, z. B. der Steinbach an Burg Hornberg.

## Schutzgebiete

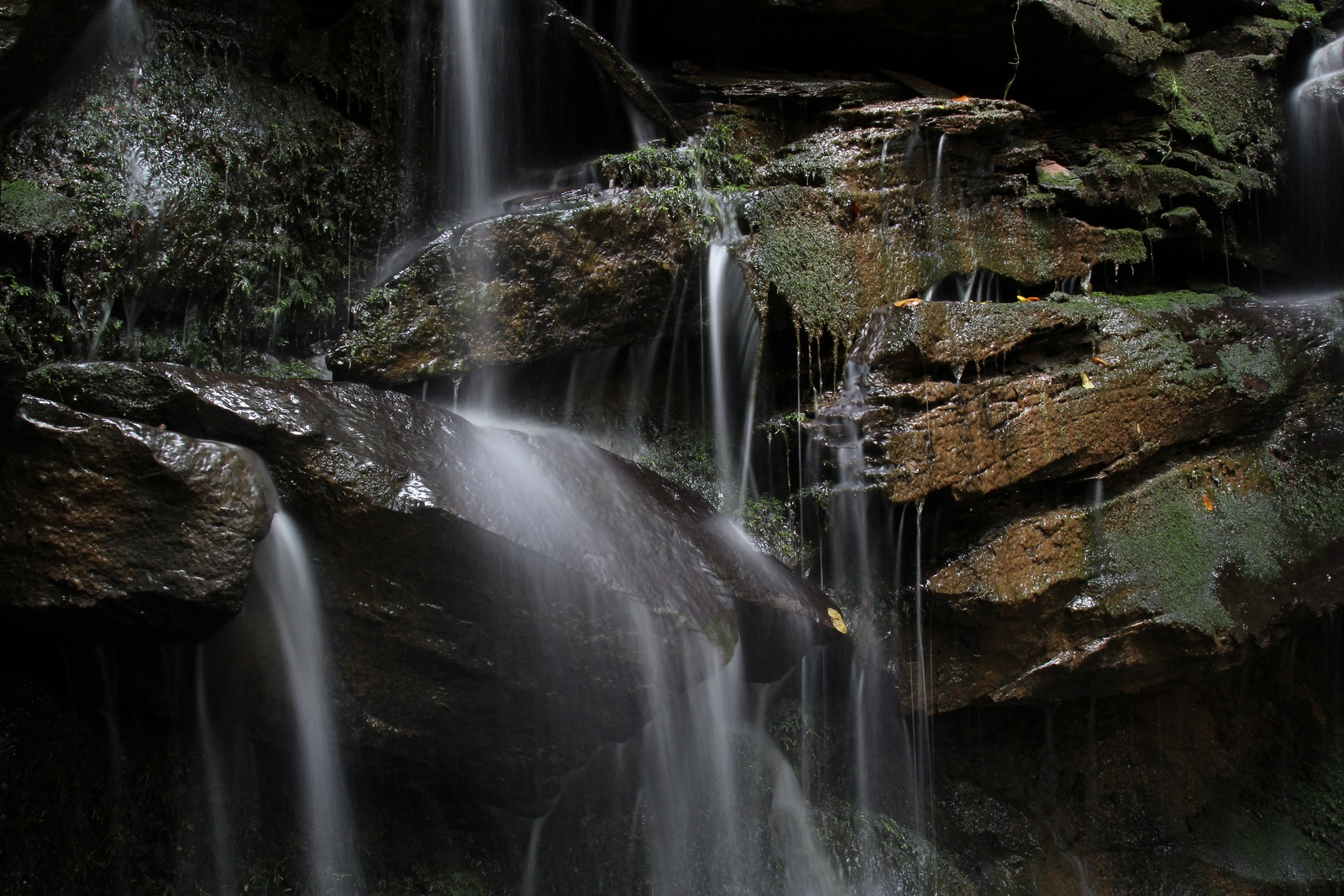
Wasserfall in der Margarethenschlucht

Die Margarethenschlucht ist Teil des Naturparks Neckartal-Odenwald. Eine Fläche von 5,1 Hektar steht bereits seit 26. Januar 1940 durch Verordnung des damaligen Badischen Ministeriums des Kultus und Unterrichts unter Naturschutz. In ihrem oberen Bereich wurden versteinerte Chirotherien-Spuren gefunden. Die Margarethenschlucht ist Teil des 421,4 Hektar großen FFH-Gebiets Odenwald Neckargerach-Waldbrunn. Die Schlucht ist außerdem als Geotop geschützt.